# Yann Randrianasolo
Yann Randrianasolo (* 3. Februar 1994 in Saint-Mandé) ist ein französischer Weitspringer.

## Sportliche Laufbahn
Erste internationale Erfahrungen sammelte Yann Randrianasolo bei den Mittelmeerspielen 2018 in Tarragona, bei denen er auf Anhieb mit einer Weite von 7,90 m die Bronzemedaille hinter dem Marokkaner Yahya Berrabah und Yasser Triki aus Algerien gewann. Er qualifizierte sich auch für die Europameisterschaften in Berlin, gelangte dort mit 7,33 m aber nicht bis in das Finale. Im Jahr darauf nahm er an der Sommer-Universiade in Neapel teil und gewann dort mit 7,95 m die Silbermedaille hinter dem Japaner Yūki Hashioka.
2020 wurde Randrianasolo französischer Meister im Weitsprung.

## Persönliche Bestleistungen
- Weitsprung: 8,08 m (+1,4 m/s), 5. Juni 2019 in Austin
  - Weitsprung (Halle): 7,94 m, 16. Februar 2019 in Columbia